# Condado de Blount (Tennessee)
O Condado de Blount é um dos 95 condados do Estado americano do Tennessee. A sede do condado é Maryville, que é também a sua maior cidade. O condado tem uma área de 1468 km² (dos quais 21 km² estão cobertos por água), uma população de 105 823 habitantes, uma densidade populacional de 73 hab/km² (segundo o censo nacional de 2000) e foi fundado em 11 de julho de 1795.